# Воронина, Лола
Ло́ла Воро́нина (род. 26 ноября 1983, Ленинград) — российский политик из «Пиратской партии России», и с 15 апреля 2012 года, вместе с родившимся в России немцем Григорием Энгельсом из Партии пиратов Германии, сопредседатель Пиратского Интернационала.
Воронина родилась в Ленинграде, в бывшем Советском Союзе. Она была также генеральным секретарём Пиратского Интернационала, головной организации международного движения Пиратских партий, с 13 марта 2011 по 15 апреля 2012 года. Она живёт в Праге, Чехия.